# Sainte-Croix, Tarn

Sainte-Croix este o comună în departamentul Tarn din sudul Franței. În 2009 avea o populație de 348 de locuitori.

## Evoluția populației
| An        | 1975 | 1982 | 1990 | 1999 | 2006 | 2009 |
| --------- | ---- | ---- | ---- | ---- | ---- | ---- |
| Populație | 175  | 249  | 305  | 287  | 335  | 348  |